# Monumento al Teniente Coronel Teijeiro
L'escultura urbana coneguda pel nom Monumento al Teniente Coronel Teijeiro, ubicada a la plaça Liberación, a la ciutat d'Oviedo, Principat d'Astúries, Espanya, és una de les més d'un centenar que adornen els carrers de l'esmentada ciutat espanyola. L'escultura, feta a pedra, és obra de Francisco Asorey, i està datada 1952.
Es tracta de la imatge d'un soldat de l'exèrcit espanyol vestit amb la indumentària reglamentària. El model per a l'obra va ser el seu propi fill José Manuel, a qui se li esculpeix amb rostre impersonal, per representar a tots els soldats. És una figura simètrica (l'eix és una gran espasa que se situa clavada a la pedra de la base), rígida, molt esquemàtica, només té moviment la caiguda i plegat de la capa que porta. El monument recorda el Monument al soldat gallec de Corunya, però en aquesta última ocasió el moviment està present en l'actitud de la figura i la seva torsió.
També presenta aquest monument unes inscripcions i plaques.«Oviedo a Teijeiro - +Año MCMXXXVI - Día XVII-X - En este día de triunfo para las fuerzas de Galicia los heroicos defensores de Oviedo recibieron aquí, con un abrazo fraterno, la ventura de su liberación», completado en su cara opuesta con l'efígie del militar grabada en bronce y cuya leyenda decía: «Teijeiro - 5-I-MDCCCXCII- † 27-XI-MCMXXXVI». El desembre de l'any 2012 es va procedir a la retirada de l'estàtua de la seva ubicació habitual, segons el departament d'obres públiques de l'Ajuntament d'Oviedo, per motius de memòria històrica.
Quan es va inaugurar el 17 d'octubre de 1952 per part de l'Ajuntament d'Oviedo, la intenció era homenatjar al Tinent Coronel Jesús Teijeiro, ja que va ser qui va trencar el setge a què es va veure sotmesa Oviedo durant la guerra civil, penetrat a la ciutat d'Oviedo per San Claudio el 17 d'octubre de 1936. El monument es va veure sotmès a certes transformacions, amb el pas del temps, per exemple, cap a 1960, amb l'obertura al trànsit rodat del carrer División Azul (anomenada a partir d'aquest moment Ronda Nord), va ser desplaçat apropant-lo a habitatges de la plaça. Més tard, a 1995, la plaça es va tornar a remodelar, es va treure el mur posterior del monument, la qual cosa va suposar l'eliminació de les llegendes, així com i l'efígie del militar, tal com es conserva fins al moment en el qual es procedeix a la seva retirada.